# Vriesea pabstii
Vriesea pabstii är en gräsväxtart som beskrevs av Mcwill. och Lyman Bradford Smith. Vriesea pabstii ingår i släktet Vriesea och familjen Bromeliaceae. Inga underarter finns listade i Catalogue of Life.